# АйТюнс
АйТюнс (/ˈaɪtjuːnz/ или /ˈaɪtuːnz/) e медиен плейър (на английски: media player), медийна библиотека, онлайн радио (ползване на интернет сайт за прослушване на радио) и приложение за управление на медийни ресурси на мобилни устройства на компанията Apple. Използва се за просвирване, сваляне от интернет и организиране на музика и видео, както и на други типове медии (наричан е и мултимедиен браузър). Свързан е с интернет магазина „АйТюнс Стор“ за музикална медия и приложения на компанията. „АйТюнс Стор“ е инсталиран по подразбиране на iPhone, iPad и iPod, но може да се ползва и от персонални компютри с операционна система macOS и Windows.